# Vancouveria
Vancouveria ist eine Pflanzengattung innerhalb der Familie der Berberitzengewächse (Berberidaceae). Die drei Arten gedeihen nur in den gemäßigten Gebieten der westlichen Staaten der USA. Der englische Trivialname „inside-out flowers“ bezieht sich darauf, dass der Blütenstiel wirkt als ob er von innerhalb der Blüte ausgeht, also vom oberen Ende statt von der Basis.

## Beschreibung

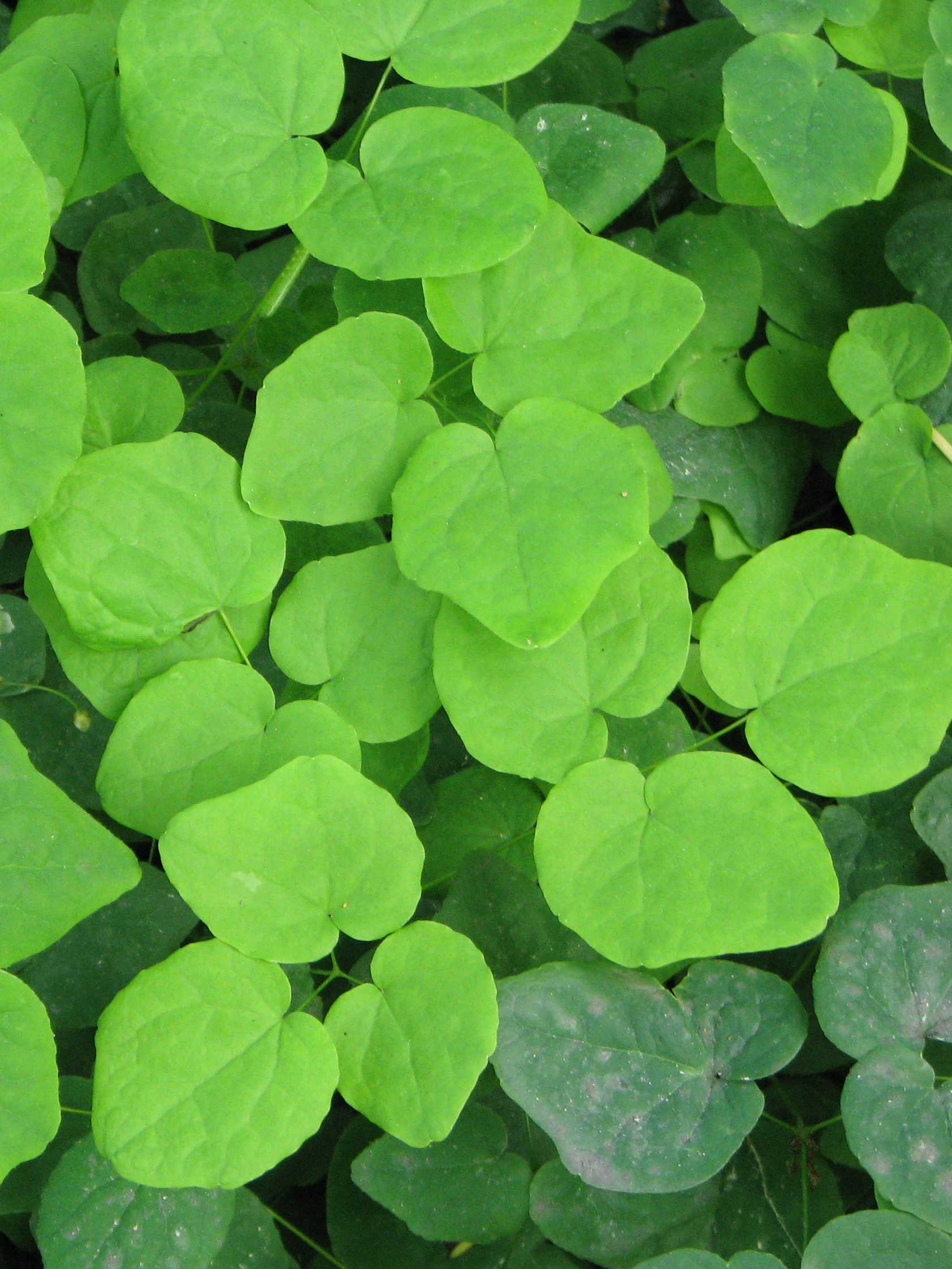
Dreiteilig zusammengesetzte Laubblätter von Vancouveria hexandra

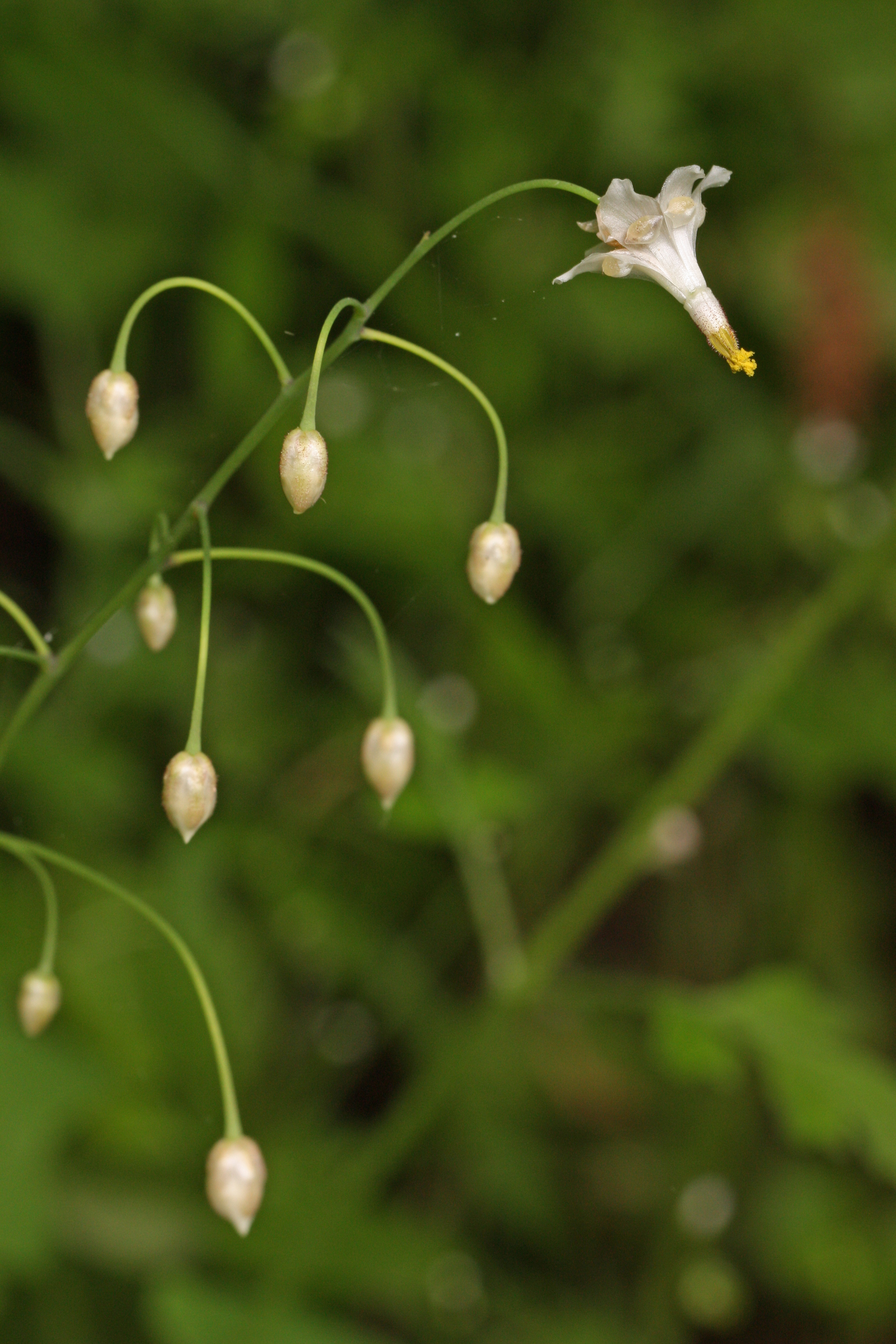
Ausschnitt einer Blütenstandes von Vancouveria hexandra mit langen Blütenstielen

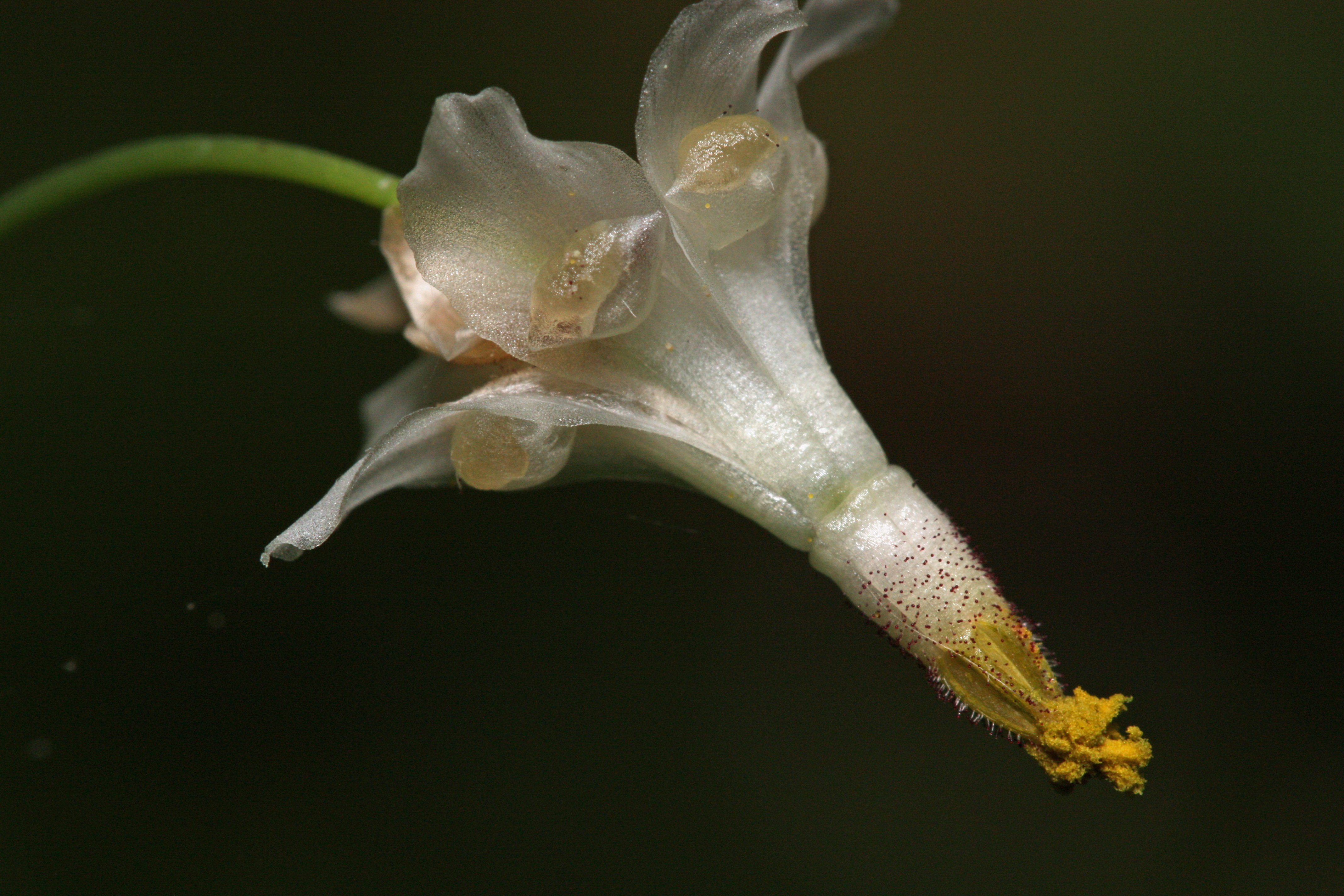
Blüte von Vancouveria hexandra im Detail

### Vegetative Merkmale
Vancouveria-Arten wachsen als ausdauernde krautige Pflanzen und erreichen Wuchshöhen von 10 bis 50 Zentimetern. Sie sind je nach Art sommer- (nur bei Vancouveria hexandra) oder immergrün. Die oberirdischen Pflanzenteile sind kahl, drüsig flaumig behaart oder spärlich behaart. Als Überdauerungsorgane werden ausgedehnte, kriechende, knotige Rhizome gebildet, die braune Schuppen besitzen. An den Rhizomen werden jedes Jahr drei oder mehr Laubblätter und blütenbildende Sprossachsen gebildet. Vegetative Stängel oberhalb des Erdbodens werden nicht gebildet.
Die wechselständig angeordneten Grundblätter sind in Blattstiel und Blattspreite gegliedert. Der schlanke Blattstiel ist relativ lang. Die zusammengesetzte Blattspreite ist im Umriss dreieckförmig und zwei- bis dreizählig gefiedert; oder selten nur bei Vancouveria chrysantha sind drei bis fünf Blättchen vorhanden. Die Blättchen sind rhomboid oder gerundet fünfeckig (pentagonal), eiförmig bis länglich oder mehr oder weniger herzförmig und etwas dreilappig. Der Rand der Blättchen ist ganz und teils gebuchtet. Die Nervatur ist handförmig.

### Generative Merkmale
Es ist ein langer Blütenstandsschaft vorhanden. In endständigen, traubigen oder rispigen Blütenständen sind die Blüten locker angeordnet. Es sind sechs bis neun Deckblätter vorhanden. Die gestielten Blüten sind ausgebreitet oder hängend.
Die zwittrigen Blüten sind bei einem Durchmesser von 6 bis 14 Millimetern radiärsymmetrisch und dreizählig. Es sind zwei Kreise mit je drei Kelchblättern vorhanden. Die sechs weißen bis gelben Kelchblätter sind 8 bis 9 Millimeter lang. Es sind zwei Kreise mit je drei Kronblättern vorhanden. Die sechs weißen bis gelben Kronblätter sind kapuzenartig mit einem zurückgekrümmten oder flachen oberen Ende, das Nektar enthält. Es sind zwei Kreise mit je drei Staubblättern vorhanden; sie befinden sich eng am Fruchtblatt. Die Staubbeutel öffnen sich oft mit zwei schwenkbaren Klappen. Die Exine des Pollens ist gestreift. Die zwei bis zehn anatropen, bitegmischen Samenanlagen sind ellipsoid und die Plazentation marginal. In jeder Blüte gibt es nur ein oberständiges Fruchtblatt. Der einfache Griffel befindet sich seitlich am Fruchtblatt. Die Narbe ist becherförmig.
Auf der Balgfrucht ist noch der haltbare Griffel vorhanden und bildet einen Schnabel. Die bei Reife grüne bis grünlich-braunen Balgfrüchte sind asymmetrisch und elliptisch. Die dünnwandigen Balgfrüchte öffnen sich mit zwei Fruchtklappen vom Griffel aus Richtung ihrer Basis, dabei krümmen sich die Fruchtklappen zurück und legen die nur vier bis sieben Samen nach unten zeigend frei. Bei Vancouveria hexandra öffnen sich die Balgfrüchte, bevor die Samen reif sind, die grünen Samen wachsen weiter und reifen in der offenen Balgfrucht.
Die schwarzen bis rötlich-braunen Samen sind zur Hälfte bis zwei Drittel mit einem weißlichen „Arillus“ bedeckt. Bei diesen als Anhängsel oder Arillus bezeichneten Strukturen an den Samen handelt es sich bei Vancouveria-Arten um echte Elaiosome.

### Chromosomensätze
Die Chromosomengrundzahl beträgt x = 6. Bei allen drei Arten liegt Diploidie mit einer Chromosomenzahl von 2n = 12 vor.

## Ökologie
Ameisen tragen die Diasporen (Samen mit dem Elaiosom) in ihre Nester und ernten die Elaiosome als Futterquelle (Myrmekochorie); an den Samen sind die Ameisen nicht interessiert.

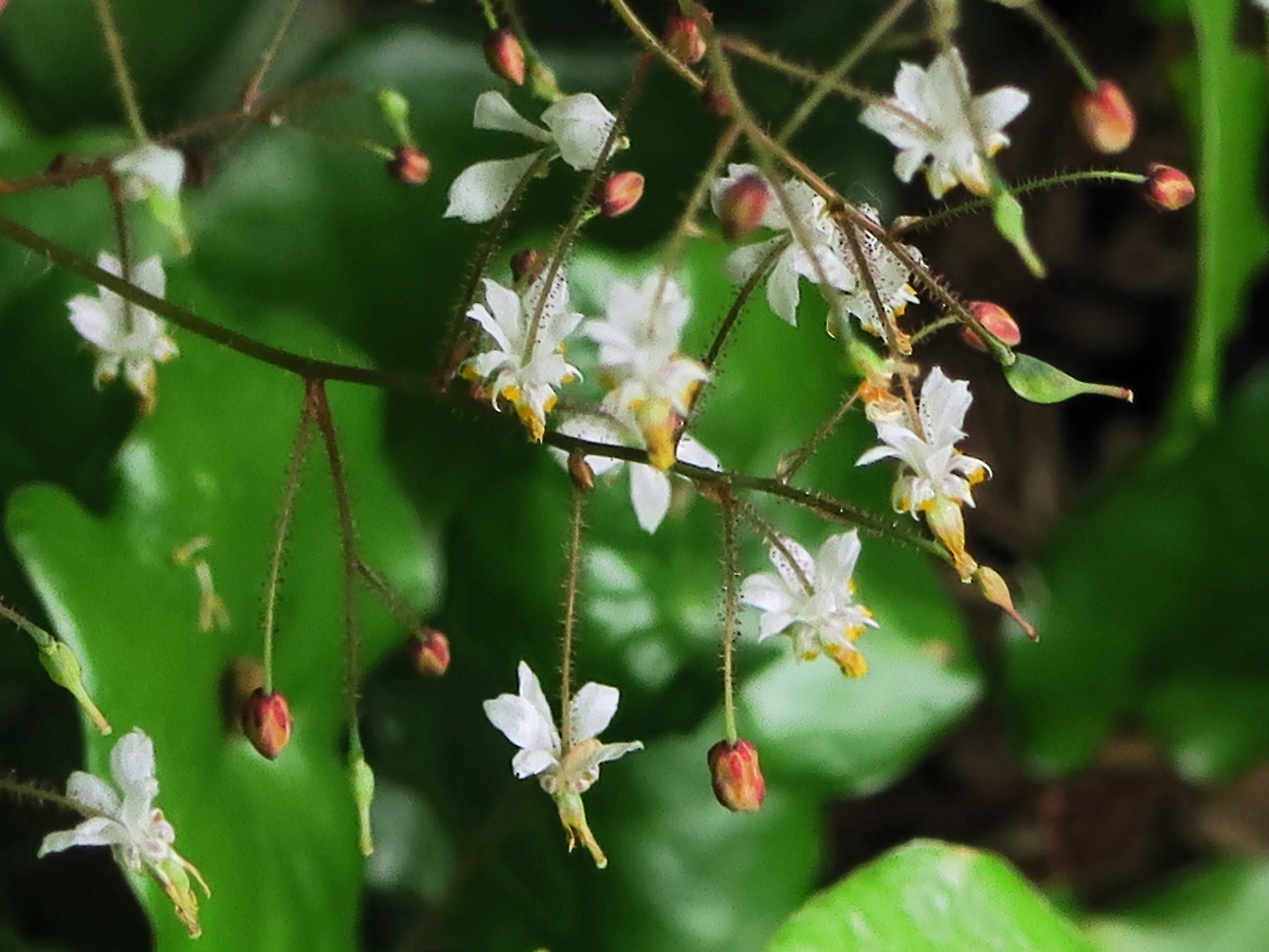
Vancouveria planipetala

## Systematik und Verbreitung
Die Gattung Vancouveria wurde 1834 durch Charles François Antoine Morren und Joseph Decaisne in Observations sur la Flore du Japon suivies de la monographie du genre Epimedium. in Annales des Sciences Naturelles, Botanique, Séries 2, Volume 2, Seite 351 aufgestellt. Der Gattungsname Vancouveria ehrt den britischen Seefahrer und Entdecker George Vancouver (1757–1798). Typusart ist Vancouveria hexandra (Hook.) C.Morren & Decne.
Die Gattung Vancouveria gehört zum Subtribus Epimediinae aus der Tribus Berberideae in der Unterfamilie Berberidoideae innerhalb der Familie Berberidaceae.
In der Gattung Vancouveria gibt etwa drei Arten:
- Vancouveria chrysantha Greene: Sie gedeiht über Serpentingestein in Höhenlagen von 100 bis 1500 Metern in Kalifornien nur im Siskiyou County sowie Del Norte County und in Oregon nur im Curry County sowie Josephine County.[9][1][7]
- Vancouveria hexandra (Hook.) C.Morren & Decne. (Syn.: Epimedium hexandrum Hook.): Sie gedeiht im tiefen Schatten in Wäldern in Höhenlagen von 100 bis 1700 Metern im nordwestlichen Kalifornien vom Napa County bis zum Siskiyou County und im westlichen Oregon und im südwestlichen Washington.[9][1][7]
- Vancouveria planipetala Calloni (Syn.: Vancouveria parviflora Greene, Epimedium planipetalum (Calloni) Citerne): Sie gedeiht an schattigen Standorten in Redwood-Wäldern in Höhenlagen von 50 bis 1700 Metern im nordwestlichen und westlichen-zentralen. Kalifornien südlich bis zum Monterey County und im südwestlichen Oregon.[9][1][7]

## Nutzung
Die drei Vancouveria-Arten, besonders Rüsselsternchen (Vancouveria hexandra), werden in gemäßigten Gebieten in Parks und Gärten als Zierpflanzen verwendet. Sie werden besonders an schattigen Standorten verwendet und sind frostempfindlich.
Vancouveria-Arten wurden in den Heimatgebieten von den indigenen Völkern Nordamerikas genutzt.